# Alasdair Gray
Alasdair Gray (ur. 28 grudnia 1934 w Glasgow, zm. 29 grudnia 2019 tamże) – szkocki powieściopisarz, którego dzieła łączą w sobie elementy science-fiction, fantastyki i realizmu. Często sam wykonuje ilustracje do swoich dzieł, nadając im wyjątkowy charakter poprzez oryginalną szatę graficzną.
Urodził się w rodzinie robotniczej. W czasie II wojny światowej został ewakuowany wraz z matką i siostrą na farmę w Perthshire, a stamtąd do miasteczka w Stonehouse w hrabstwie Lanark. Doświadczenia z dzieciństwa znalazły swój wyraz w pierwszym dziele pisarza – Lanark. Po zakończeniu wojny cała rodzina ponownie zamieszkała w Glasgow. W 1952, kiedy matka Graya umarła, pisarz dostał się do Glasgow School of Art, a dwa lata później rozpoczął pracę nad powieścią Lanark (wydaną dopiero w 1981). Ucząc się w szkole plastycznej, Gray pracował nad pierwszym spośród swoich malowideł ściennych zatytułowanym Horrors of War (Okrucieństwa Wojny) i wykonanym dla Scottish-U.S.R.R. Friendsip Society (Towarzystwa Przyjaźni Szkocko-Radzieckiej), organizacji, która istnieje w Glasgow po dziś dzień. Długie lata po ukończeniu szkoły plastycznej zarabiał na życie jako nauczyciel; malował także pejzaże i malowidła ścienne, pisał słuchowiska radiowe oraz scenariusze telewizyjne do filmów dokumentalnych. W tym czasie rozwijał również własną twórczość literacką, a po wydaniu powieści Lanark mógł całkowicie poświęcić się pisaniu, projektowaniu i ilustrowaniu książek – przeważnie swoich własnych.
Twórczość Graya, przywiązanego do tradycji Szkota, jest zabarwiona ciętym humorem, precyzyjna, momentami ponura i realistyczna, ponieważ (według autora) realizm musi być odczuwalny, a prawda nie może być idealizowana. Jego powieści często nie kończą się szczęśliwie, chociaż pisarz ukazuje atmosferę oczyszczenia i spokoju. Autor pisze o kwestiach społecznych i politycznych, a szczególnie dobrze radzi sobie w kreowaniu wyrazistych postaci kobiet. Książka Biedne istoty (1992) zdobyła nagrody literackie Whitbread Prize oraz Guardian Fiction Prize.

## Główne dzieła
Powieści:
- Lanark (1981)
- 1982, Janine (1984). Obszerne fragmenty polskiego przekładu powieści w tłumaczeniu Zbigniewa Białasa: Literatura na Świecie nr 9 (194) 1987, PL ISSN 0324-8305
- The Fall of Kelvin Walker (1985)
- McGrotty and Ludmilla (1990)
- Biedne istoty (Poor things, 1992)
- A History Maker (1994)
- Old Men in Love (2007)

Opowiadania:
- Unlikely Stories, Mostly (1983)
- Ten Tales Tall & True (1993)
- The Ends of Our Tethers (2003)

Poezje:
- Old Negatives (1989)
- Sixteen Occasional Poems (2000)